# 安仁南礁
安仁南礁 ( 越南语：／ ) , 是属于南沙群岛道明群礁的珊瑚礁。 该岩位于南钥岛东北偏东约8.5公里处，杨信沙洲西南约4.6公里处。安仁南礁地理坐标为10°41′24″N 114°29′42″E。
安仁南礁是越南、台湾、菲律宾和中国之间的争议主题。 目前尚不清楚哪个国家实际控制着这片珊瑚礁。
安仁南礁是该实体的越南名称。 目前尚不清楚我国对该实体的名称是什么。